# 谷口永遠
谷口 永遠 (たにぐち とわ、2001年2月22日 - )は、ジャパンラグビーリーグワン日野レッドドルフィンズに所属するラグビー選手。

## プロフィール
- 大阪府出身[1]。
- ポジションはフッカー。
- 身長 173 cm、体重 102 kg
- ジュニア・ジャパンに選ばれたことがある[2]。
- U20日本代表候補に選ばれたことがある[3]。

## 略歴
中学1年生からラグビーを始めた。
2019年、関大北陽高校卒業後、天理大学に入る。
2023年、日野レッドドルフィンズに加入。同年12月9日に行われたJAPAN RUGBY LEAGUE ONE第1節清水建設江東ブルーシャークス戦にて先発出場でリーグワン公式戦初出場を果たした。